# Листопад, Мария Максимовна
Мари́я Макси́мовна Листопа́д (укр. Марія Максимівна Листопад; 13 ноября 1911, село Великие Будища, Зеньковский уезд, Полтавская губерния — 20 августа 1989, Таллин, Эстонская ССР) — колхозница, свинарка совхоза имени Чапаева Диканьского района, Полтавская область, Украинская ССР. Герой Социалистического Труда (1958).

## Биография
Родилась 13 ноября 1911 года в крестьянской семье в селе Великие Будищи. 
Получила начальное образование. Трудилась в хозяйстве своих родителей. В 1934 году вступила в колхоз имени Шевченко Опошнянского района. С 1936 года работала свинаркой в колхозе имени Чапаева Диканьского района. Во время оккупации работала на общественном дворе. После освобождения в 1943 году Полтавской области от немецких захватчиков участвовала в восстановлении разрушенного колхозного хозяйства.
С начала 50-х годов XX столетия ежегодно перевыполняла план по выращиванию поросят. В 1955 году вырастила в среднем по 24 поросёнка на каждую свиноматку, в 1956 — в среднем по 28, в 1957 году — по 32 и в 1958 году — по 36 поросят. В 1958 году удостоена звания Героя Социалистического Труда «особые заслуги в развитии сельского хозяйства, достижение высоких показателей по производству мяса и других продуктов сельского хозяйства и внедрение в производство достижений науки и передового опыта».
Участвовала во всесоюзной выставке ВДНХ, где была удостоена медали. В 1968 году вышла на пенсию. Проживала в селе Надежда Диканьского района, потом переехала в город Таллин, где скончалась в 1989 году.

## Память
- В селе Великие Будища на здании местной школы установлена мемориальная доска, посвящённая Марии Листопад.

## Награды
- Герой Социалистического Труда — указом Президиума Верховного Совета СССР от 26 февраля 1958 года.
- Орден Ленина.